# Allullo drom - L'anima zingara
Allullo drom - L'anima zingara è un film drammatico italiano del 1992 diretto da Tonino Zangardi.